# Роботи (право)
Робо́ти (з точки зору цивільного права) — це дії, результат яких не споживається в процесі їх виконання (на відміну від послуг), а утворює самостійний об'єкт матеріального світу.

## Правова природа робіт
Результати робіт (але не самі роботи) є об'єктами цивільних прав.
Особливість робіт як об'єкта цивільних правовідносин полягає в тому, що до́ виконання робіт їх результат існує у нематеріальній формі та переходить (об'єктивується) в матеріальну форму після їх виконання. Наприклад, внаслідок будівельного підряду з проекту виникає новий об'єкт — будинок, який має матеріальну форму та може бути відокремлений від процесу.
Матеріальний результат робіт може полягати у створенні речі, її переробці чи обробці тощо. Результат роботи заздалегідь визначений у договорі сторін і визначається, передусім, особою, що замовила виконання роботи. Що ж стосується способу виконання роботи, він за загальним правилом визначається виконавцем.
Ринок робіт — сфера обігу робіт певного виду, що визначається виходячи з можливості покупця (продавця) придбати (реалізувати) роботи на найближчій для покупця (продавця) території.

## Приклади договорів на виконання робіт
- Договір підряду
- Договір на виконання науково-дослідних або дослідно-конструкторських та технологічних робіт
- Договір на створення об'єктів права інтелектуальної власності (наприклад, договір автора з видавництвом на написання книги).

## Приклади конкретних видів робіт
- Аварійно-відбудовні роботи
- Аварійно-відновлювальні роботи
- Аварійно-рятувальні роботи
- Авіаційні роботи
- Альфрейні роботи
- Будівельні роботи
- Будівельно-монтажні роботи
- Бурові роботи
- Буропідривні роботи
- Вантажні роботи
- Верхолазні роботи
- Відновлювальні роботи
- Відновні роботи
- Вибухові роботи
- Виїмково-навантажувальні роботи
- Виправні роботи
- Вогневі роботи
- Вогненебезпечні роботи
- Водолазні роботи
- Газонебезпечні роботи
- Геологорозвідувальні роботи
- Гідрографічні роботи
- Гірничі роботи
- Гірничо-капітальні роботи
- Гірничопідготовчі роботи
- Гірничопрохідницькі роботи
- Гірничорозвідувальні роботи
- Громадські роботи
- Дезінсекційні роботи
- Дератизаційні роботи
- Добувні роботи
- Дорожні роботи
- Експертні роботи
- Експлуатаційні днопоглиблювальні роботи
- Земельно-кадастрові роботи
- Землевпорядні роботи
- Земляні роботи
- Камеральні роботи
- Кваліфіковані роботи
- Колійні роботи
- Комбіновані роботи
- Контрольно-відновні роботи
- Лісокультурні роботи
- Лісосічні роботи
- Ловильні роботи
- Маркшейдерські роботи
- Монтажні роботи
- Надурочні роботи
- Нарізні роботи
- Науково-дослідні роботи; дослідно-конструкторські роботи
- Небезпечні режими роботи устаткування
- Некваліфіковані роботи
- Оздоблювальні роботи
- Очисні роботи
- Передпроектні роботи
- Передпускові налагоджувальні роботи
- Підготовчі роботи
- Підземні роботи
- Підривні роботи
- Планові роботи
- Позапланові роботи
- Позастадійні роботи (гідрогеологічні)
- Польові роботи
- Пошукові роботи
- Пошуково-рятувальні роботи
- Приховані роботи (у будівництві)
- Проектні роботи
- Проектно-конструкторські і технологічні роботи
- Промірні роботи (промір)
- Пусконалагоджувальні роботи
- Регламентні роботи
- Ремонтно-реставраційні роботи
- Роботи в метрополітенах
- Роботи верхолазні
- Роботи з встановлення (зняття) плавучих застережних знаків
- Роботи з небезпечними та шкідливими умовами праці
- Роботи з обслуговування засобів навігаційного обладнання
- Роботи на висоті
- Роботи оборонного призначення
- Роботи подвійного призначення
- Роботи протипожежного призначення
- Роботи ремонтні (ремонт)
- Роботи спеціальні
- Роботи у лісовому комплексі
- Роботи, що виконуються в порядку поточної експлуатації
- Розкривні роботи
- Сезонні роботи
- Слюсарні роботи
- Топографо-геодезичні та картографічні роботи
- Тральні роботи (тралення)
- Транзитні роботи
- Фундаментальні роботи.